# Sonic Shuffle
Sonic Shuffle är ett spel utvecklat av Sega till Dreamcast. Spelet var Segas svar på Nintendos Mario Party.

## Spelsystemet
Sonic Shuffle går ut på att ta sig runt ett spelbräde där man får spela minispel för att samla emblem, där den som i slutet av brädet har flest emblem vinner. Spelaren kan välja vilken figur ur Sonic-spelen de vill spela som. Spelet stöder spel med upp till fyra spelare och det går att spela i lag eller mot varandra.

## Spelbara figurer
- Sonic the Hedgehog
- Miles Prower
- Knuckles the Echidna
- Amy Rose
- Big the Cat
- Chao
- E-102 Gamma
- Super Sonic

## Spelbräden
- Emerald Coast
- Fire Bird
- Nature Zone
- Riot Train
- Fourth Dimension Space

## Minispel

### 4 spelare
- Sonicola
- Stop and Go
- Over the Bridge
- Sonic Gun Slinger
- Sonic Live
- Psychic Sonic
- Sonic Tag
- Shadow Tag
- Frosty Rumble
- Great Escape
- Egg & the Chicken
- Sonic Tank
- Fun Fun Sonic
- Jump the Snake
- Zero G Snap Shot
- Thor's Hammer
- Over the Rainbow
- Twister
- Number Jump
- Egg in Space
- Tractor Beam Tag

### 2 mot 2 spelare
- Sonic the Thief
- Shoddy Work
- Bucket-O-Rings
- Bomb Relay

### 1 mot 3 spelare
- Wrong Way Climb
- Bungee Jump
- Manic Maze
- Sonicooking
- Gargantua
- Eggbot's Attack!
- Sonic DJ